# كوري هومان
كوري هومان (بالهولندية: Korie Homan) مواليد 16 يونيو 1986 في دي فايك، هولندا، هي لاعبة هولندية سابقة في تنس الكراسي المتحركة بدأت مسيرتها كمحترفة سنة 2003، اعتزلت اللعب في 2011. سبق أن كانت المصنفة الأولى عالمياً.

## الميداليات
| الميدالية | المسابقة                              |
| --------- | ------------------------------------- |
| ذهبية     | دورة الألعاب البارالمبية الصيفية 2008 |

## وصلات خارجية
- الموقع الرسمي